# Žitovlický rybník
Žitovlický rybník je rybník o rozloze vodní plochy cca 3,3 ha ležící na severním okraji obce Žitovlice na potoce Kozačka u silnice III. třídy spojující vesnici Žitovlice s městečkem Rožďalovice v okrese Nymburk. Rybník má zhruba obdélníkový tvar o rozměrech cca 130 × 300 m. První zmínka o Žitovlickém rybníku je z první poloviny 15. století. 
V současné době obhospodařuje rybník Chlumecké rybářství a. s. a slouží k chovu kapří násady.

## Galerie

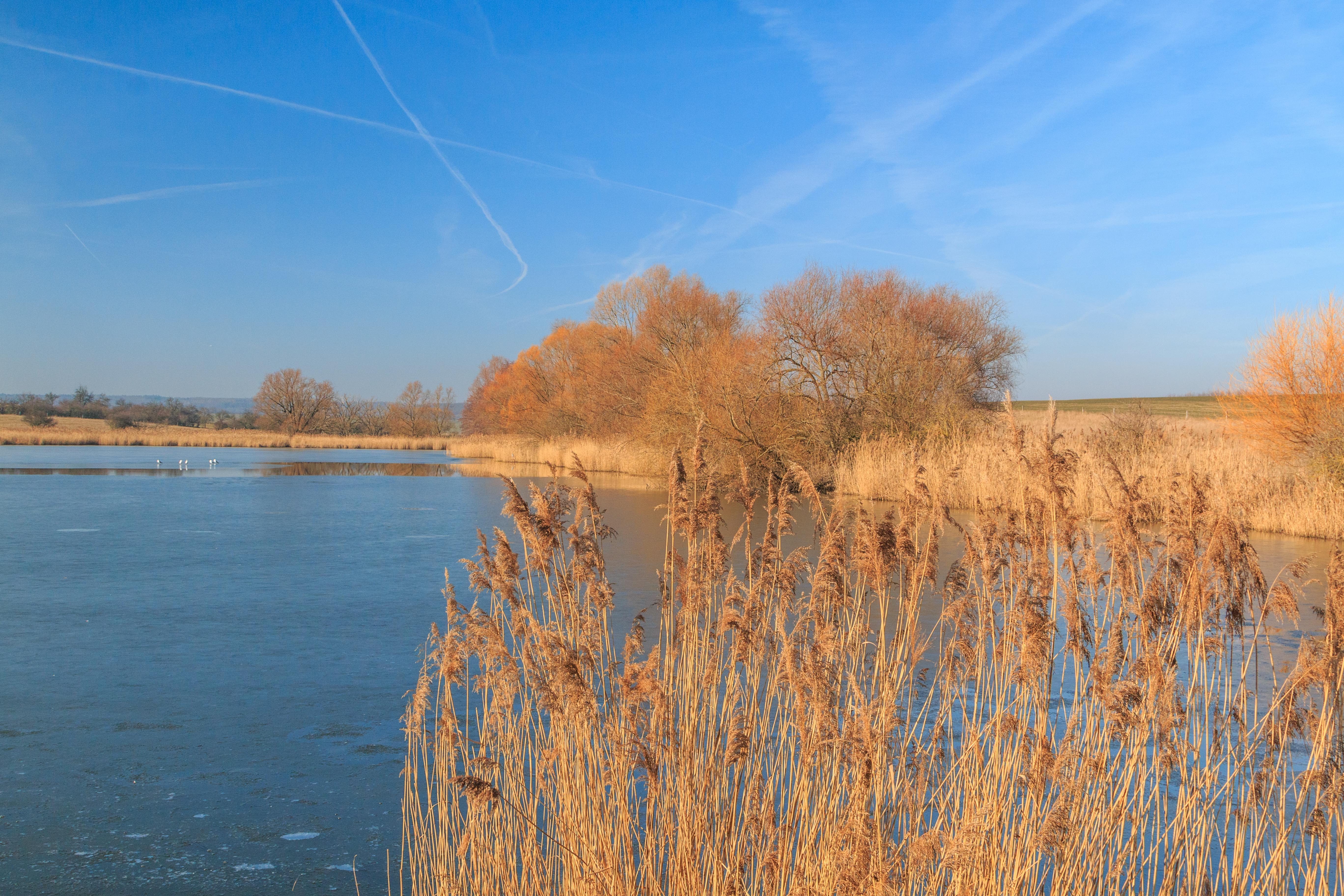
Pohled na Žitovlický rybník
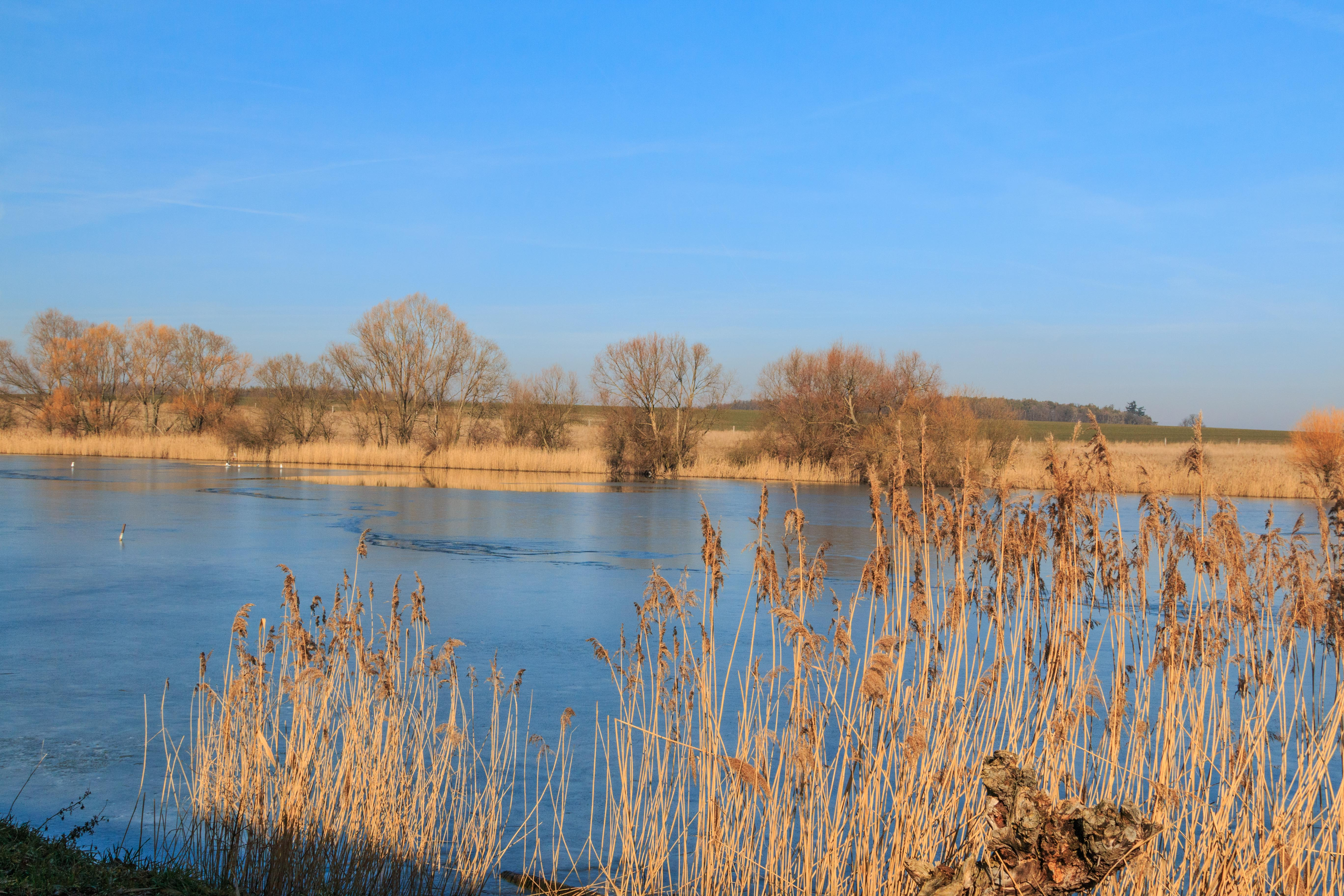
Pohled na Žitovlický rybník
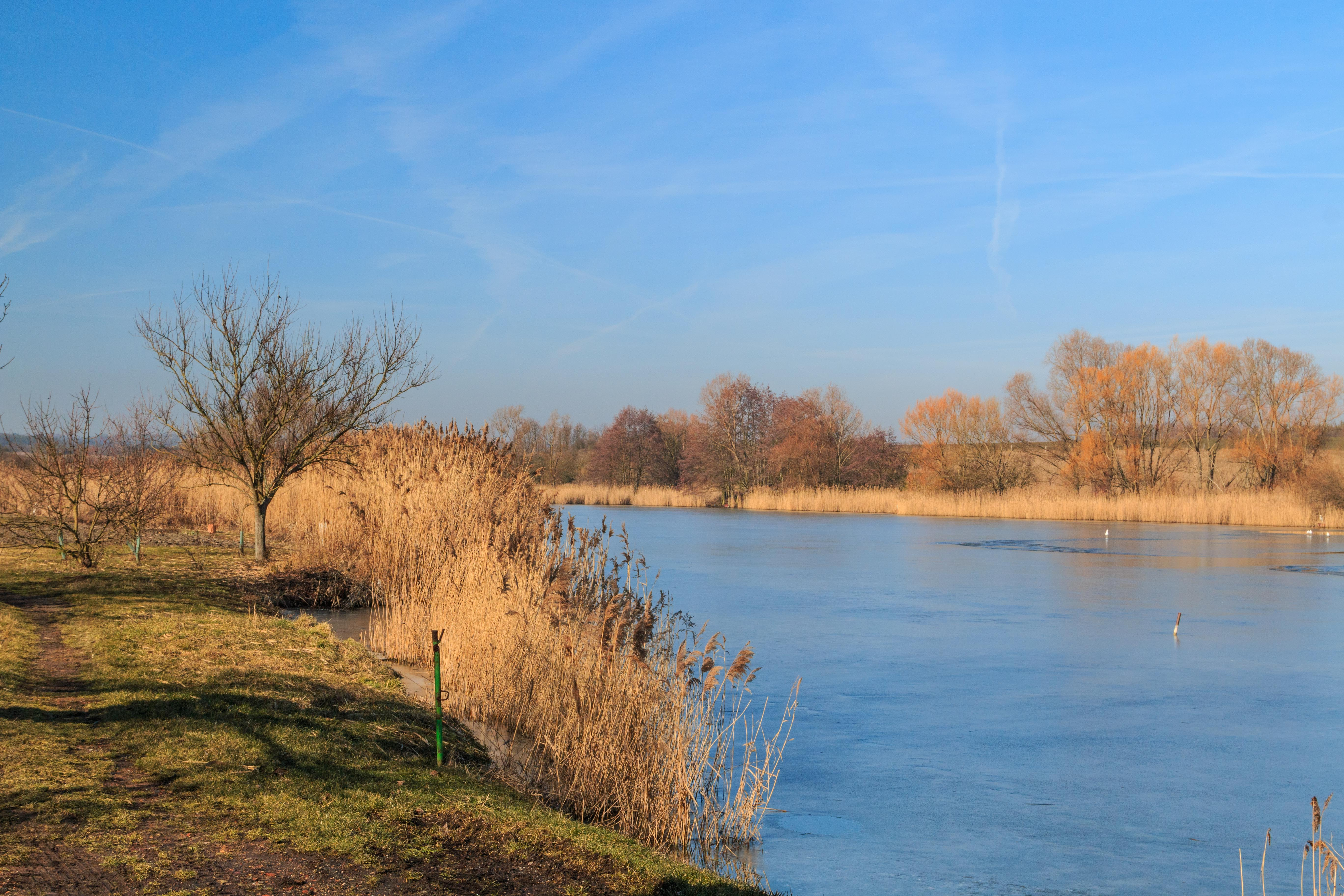
Pohled na Žitovlický rybník